# تومي مور (لاعب غولف)
تومي مور (بالإنجليزية: Tommy Moore)‏ هو لاعب غولف أمريكي، ولد في 23 ديسمبر 1962 في نيو أورلينز في الولايات المتحدة، وتوفي في 24 مايو 1998.

## وصلات خارجية
- تومي مور على موقع رابطة لاعبي الغولف المحترفين (الإنجليزية)